# Marc Martí Roig
Marc Martí Roig (Lérida, 19 de junio de 1997) es un jugador de baloncesto español, que ocupa la posición de ala-pívot. Actualmente milita en el FC Cartagena CB de la Primera FEB.

## Biografía
Es un ala-pívot formado en las categorías inferiores del Lleida Bàsquet. En categoría junior llega a la estructura del CAI Zaragoza, donde en la temporada 2014-15 jugaría en el filial de Liga EBA y debutaría en la ACB disputando un partido.
En la temporada 2015-16, forma parte de la plantilla del Simply Olivar, filial del CAI Zaragoza en la LEB Plata y además, disputa un partido con el primer equipo en Eurocup, contra el Umana Reyer Venezia. Su debut en la competición doméstica tuvo lugar en la Jornada 22 de la campaña 2014-15 frente al Montakit Fuenlabrada.
En las temporadas 2016-17 y 2017-18, volvería a su tierra natal para defender los colores de Força Lleida Club Esportiu en Liga LEB Oro, en calidad de cedido por el Tecnyconta Zaragoza.
Al inicio de la temporada 2018-19 pasa a formar parte de la primera plantilla del Tecnyconta Zaragoza.
En la temporada 2019-20, Marc Martí regresó a las filas del IGC Força Lleida, equipo con el que jugó 16 encuentros, logrando unos promedios de 6,7 puntos, 2,9 rebotes y 2,4 faltas recibidas para 4,4 de valoración.
En agosto de 2020, se convierte en nuevo jugador del Oviedo Club Baloncesto de la Liga LEB Oro.
Tras cinco temporadas en Oviedo Club Baloncesto, el 30 de julio de 2025 firma por el FC Cartagena CB de la Primera FEB.

## Internacionalidad
Fue campeón de Europa Sub-20 en 2016.